# Норман Подгорец
Норман Подгорец (англ. Norman Podhoretz; нар. 16 січня 1930, Нью-Йорк) — американський журналіст і політолог українського походження, один з найвідоміших неоконсерваторів. 
Народився в єврейській сім'ї емігрантів з Галичини Юліуса Подгорця і Олени Волинер. З 1960 по 1995 був головним редактором журналу Commentaru, з 1981 по 1987 працював радником Інформаційного агентства Державного департаменту. 
Нагороджений Президентською медаллю Свободи (2004).